# Buglossoporus pulvinus
Espèce
Buglossoporus pulvinus est une espèce de champignons agaricomycètes de la famille des Fomitopsidaceae.

## Systématique
Le nom correct complet (avec auteur) de ce taxon est Buglossoporus pulvinus (Pers.) Donk, 1971.
L'espèce a été initialement classée dans le genre Boletus sous le basionyme Boletus pulvinus Pers., 1799.
Buglossoporus pulvinus a pour synonymes :
- Antrodia quercina (Schrad.) Teixeira, 1992
- Boletus pulvinus Pers., 1799
- Boletus quercinus Schrad., 1794
- Caloporus fuscopellis Quél., 1892
- Fomes quercinus (Schrad.) Gillot & Lucand, 1890
- Piptoporus quercinus (Schrad.) P. Karst., 1881
- Placodes quercinus (Schrad.) Quél., 1886
- Polyporus cadaverinus Schulzer, 1874
- Polyporus paradoxus Fr., 1873
- Polyporus quercicola Velen., 1922
- Polyporus quercinus (Schrad.) Fr., 1838
- Ungulina quercina (Schrad.) Pat., 1900

## Publication originale
- (en) M.A. Donk, « Notes on European Polypores - VI (A) », Proceedings of the Koninklijke Nederlandse Akademie van Wetenschappen. Series C, Biological and medical sciences, Pays-Bas, vol. 74,‎ 1971, p. 1-14 (ISSN 0023-3374)